# 格林希納
50°30′7″N 32°21′56″E / 50.50194°N 32.36556°E
格林希納（烏克蘭語：Глинщина），是烏克蘭的村落，位於該國北部切爾尼戈夫州，由普里盧基區負責管轄，始建於1800年，面積0.15平方公里，海拔高度119米，2001年人口73，人口密度每平方公里483.44人。